# Ras (eiwit)

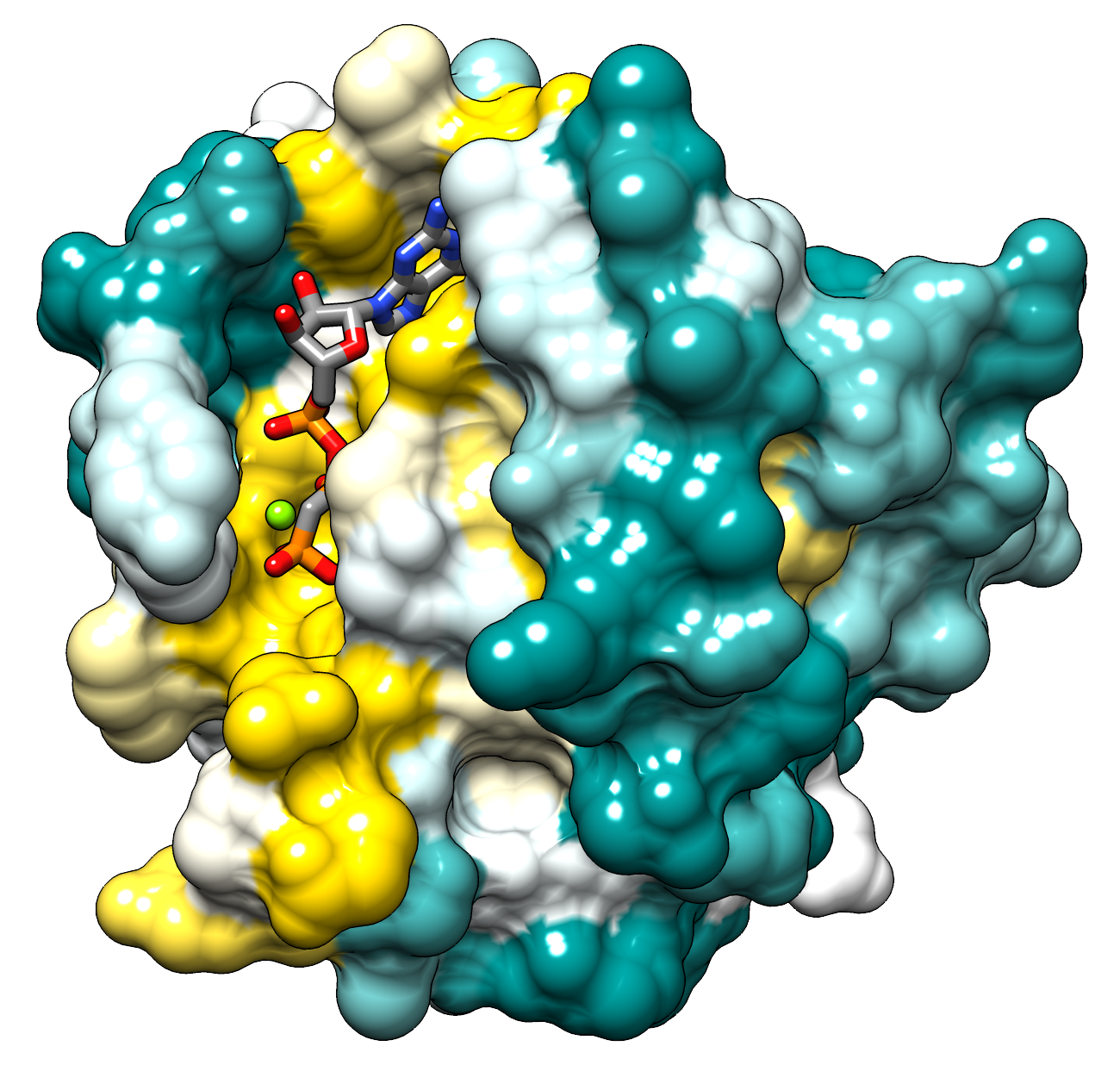
Structuur van HRas (PDB:), met geconserveerde delen geel gekleurd, en de meer variabele delen groen gekleurd.

Ras (Rat sarcoma virus) is een groep van eiwitten die voorkomen in alle dierlijke cellen. Ras-eiwitten behoren tot een specifieke klasse, small GTPases genaamd, die betrokken zijn bij het doorgeven van signalen van binnen cellen (intracellulaire signaaltransductie). Ras is een monomerisch G-proteïne dat in het plasmamembraan verankerd is via een lipidegroep. Ras maakt deel uit van de Ras-superfamilie, waartoe eiwitten behoren die vergelijkbare functies vervullen.
Wanneer Ras wordt geactiveerd door een extracellulair signaal, is het in staat andere eiwitten te activeren, die op hun beurt de expressie van genen reguleren. Dit zijn genen die betrokken zijn bij celgroei, differentiatie en apoptose. Mutaties in Ras-genen kunnen leiden tot permanent geactiveerde Ras-eiwitten. Hierdoor ontstaat een hyperactieve signaaltransductie in de cel, ook in afwezigheid van een extracellulair signaal.
Aangezien deze signalen betrokken zijn bij celgroei, kan overactieve Ras-signaaltransductie uiteindelijk leiden tot tumorvorming. De drie Ras-genen in menselijke cellen (HRas, KRas en NRas) zijn dan ook belangrijke proto-oncogenen; mutaties in deze genen zijn teruggevonden in 20–25% van alle menselijke tumoren en tot 90% bij bepaalde soorten kanker (bijv. alvleesklierkanker). Om deze reden wordt inhibitie van Ras onderzocht als een mogelijke behandelmethode voor kanker.